# North Fork Crow Creek
Der North Fork Crow Creek ist der etwa 27 km lange, linke Quellfluss des Crow Creek im Südosten des US-Bundesstaates Wyoming.

## Verlauf
Der North Fork Crow Creek entsteht durch den Zusammenfluss seiner beiden Quellflüsse North Branch Crow Creek und South Branch Crow Creek im Upper North Crow Reservoir in den östlichen Ausläufern der Sherman Mountains auf einer Höhe von 2287 m, ca. 40 km nordwestlich von Cheyenne im Laramie County. Von dort fließt er in östliche Richtung durch die Ausläufer des Gebirges, durchfließt das North Crow Diversion Reservoir und erhält mit Brush Creek und Spring Creek seine längsten Nebenflüsse. Auf seinen letzten Kilometern verläuft der North Fork Crow Creek entlang der Bahnstrecke der Union Pacific Railroad, bevor er nach knapp 27 km auf einer Höhe von 1954 m mit dem Middle Crow Creek zum Crow Creek zusammenfließt.

## Hydrologie
Der North Fork Crow Creek ist als Quellfluss des Crow Creek Teil des Einzugsgebietes des South Platte River, der über Platte River, Missouri und Mississippi in den Golf von Mexiko entwässert. Das Einzugsgebiet des North Fork Crow Creek umfasst ein Gebiet von etwa 200 km² und grenzt an die Einzugsgebiete von South Lodgepole Creek im Norden, Lodgepole Creek im Nordosten sowie Middle Crow Creek im Süden und Osten. Der mittlere Abfluss am Pegel bei Hecla beträgt 0,09 m³/s, die größten Abflüsse finden sich in den Monaten Mai, Juni und Juli. Im unteren Flussverlauf weist der North Fork Crow Creek aufgrund seiner Lage in den trockenen Great Plains eine periodische Wasserführung auf.

## Belege
1. 1 2 3 4 5  North Fork Crow Creek. In: Geographic Names Information System. United States Geological Survey, United States Department of the Interior (englisch).
2. ↑  USGS 06755500 NORTH FORK CROW CREEK NEAR HECLA, WY. Abgerufen am 2. Januar 2025.